# Edelgasverbinding
Een edelgasverbinding is een chemische stof waarin een element uit groep 18 van het periodiek systeem, de edelgassen, onderdeel van de verbinding is.

## Historische achtergronden
Oorspronkelijk werd aangenomen dat de edelgassen geen verbindingen konden aangaan ten gevolge van hun volle valentieschil waardoor ze chemisch stabiel en niet reactief waren.
Alle edelgassen, behalve helium, hebben een volle buitenste s en p elektronenschil, verbindingen worden daardoor niet makkelijk gevormd. Door de hoge ionisatiepotentiaal en een elektronegativiteit van vrijwel nul lijkt geen enkele reactiviteit te verwachten.
Linus Pauling voorspelde in 1933 echter dat vooral de zwaardere edelgassen in staat zouden zijn verbindingen te vormen met fluor en zuurstof. In het spoor van Mendelejev (voorspeller van het element germanium op grond van de wetmatigheid in het periodiek systeem, voorspelde Pauling het bestaan van krypton- en xenonhexafluoride (KrF6 en XeF6), XeF8 zou een instabiele verbinding kunnen zijn en perxenonzuur zou perxenaten vormen. De voorspellingen zijn redelijk nauwkeurig gebleken. Volgens Pauling zou XeF8 niet alleen thermodynamisch, maar ook kinetisch instabiel zijn. Tot nu toe (2006) zijn het nog steeds onbekende verbindingen.
De zwaardere edelgassen hebben meer elektronenschillen dan de lichtere. Een gevolg daarvan is dat de elektronen in de meer naar buiten gelegen schillen een lagere effectieve kernlading ervaren, waardoor de ionisatiepotentiaal daalt. Het resultaat is een voldoende lage ionisatiepotentiaal om met de meest elektronegatieve elementen, fluor en zuurstof, stabiele verbindingen te vormen.

## Clatraten
Tot 1962 waren de enige verbindingen van de edelgassen clatraten, waaronder ook hydraten. Andere groepen verbindingen, zoals complexen, waren alleen uit spectroscopische gegevens bekend. Clatraten (ook bekend als kooiverbindingen) zijn verbindingen van edelgassen, waarbij het edelgas-atoom gevangen is in ruimtes in een kristalrooster of in het inwendige van bepaalde organische moleculen. De voornaamste voorwaarde is dat de maat van het gast-atoom (het edelgas) past in de vrije ruimte in het kristal. Bijvoorbeeld argon, krypton en xenon kunnen met β-quinol een clatraat vormen, helium en neon kunnen dat niet omdat ze te klein zijn.
Clatraten zijn toegepast in de scheiding van helium en argon van de andere edelgassen. Ook in het transport van argon, krypton en xenon worden clatraten toegepast. Het feit dat de clatraten vaste stoffen zijn, in tegenstelling tot de edelgassen, betekent dat ze ook de veiligheid sterk verhogen: een 85Kr clatraat vormt een veilige bron voor bètastraling, terwijl een 133Xe clatraat een bruikbare bron van gammastraling vormt.

## Coördinatie-verbindingen
Er zijn een aantal claims voor het bestaan van Ar·BF3-complexen bij lage temperatuur, maar deze zijn niet bevestigd. Ook zijn WHe2 en HgHe2 gerapporteerd als reactieproduct tijdens een elektronenbombardement. Latere studies wijzen toch in de richting van de adsorbtie van helium aan het metaaloppervlak en niet een echte chemische verbinding.

## Hydraten
Hydraten worden gevormd door de edelgassen onder druk samen te brengen met water. Er wordt aangenomen dat de sterke dipool van water een zwakke dipool in het edelgas induceert, waarna dipool-dipoolinteractie mogelijk wordt. Ook hier wordt weer getwijfeld aan het echt bestaan als chemische stof. Zwaardere atomen zijn gevoeliger voor inductie, zodat Xe·6H2O het meest stabiele hydraat zou zijn.

## Echte verbindingen van edelgassen
De eerste echte verbinding van een edelgas werd in 1962 gerapporteerd door Neil Bartlett. Tijdens een van zijn experimenten was opgevallen dat de zeer sterke oxidator platina(VI)fluoride in staat was O2 te ioniseren tot O2+. Omdat de ionisatieenergie voor de reactie van O2 naar O2+ (1165 kJ mol−1) bijna gelijk is aan die van Xe tot Xe+ (1170 kJ mol−1) probeerde hij hoe de reactie tussen Xe en PtF6 zou verlopen. Er ontstond een kristallijn product, xenonhexafluoroplatinaat, waarvan aangenomen werd dat de formule Xe+[PtF6]− zou zijn.
Later werd aangetoond dat het in werkelijkheid om een meer complexe verbinding ging: zowel XeFPtF6 als XeFPt2F11 vormden er een bestanddeel van. Toch was dit de eerste echte verbinding van een edelgas.
In september 1962 werd door Howard Claasen een eenvoudige verbinding van een edelgas met één ander element beschreven, xenontetrafluoride. De verbinding ontstond door een mengsel xenon en fluor bloot te stellen aan hoge temperatuur. In november 1962 kon Rudolf Hoppe van de universiteit van Munster melden dat xenon en fluor ook tot xenondifluoride kunnen reageren.
In de laatste jaren zijn er meerdere verbindingen van edelgassen, met name xenon, bereid. Het betreft dan fluoriden (XeF2, XeF4, XeF6), oxyfluoriden (XeOF2, XeOF4, XeO2F2, XeO3F2, XeO2F4) en oxiden (XeO3 en XeO4). Xenondifluoride kan eenvoudig bereid worden door een mengsel van de gasvormige elementen bloot te stellen aan zonlicht; hoewel het mengen van de twee gassen in een poging ze met elkaar te laten reageren al ongeveer 50 jaar geprobeerd wordt, had nog niemand aan deze eenvoudige reactieomstandigheid voor deze reactie gedacht.
Radon reageert met fluor waarbij RnF2 ontstaat. Deze stof geeft een gelig licht in de vaste toestand (Radon is radioactief. Krypton reageert ook met fluor tot het overeenkomstige KrF2. In 2000 werd de ontdekking beschreven van HArF. Van helium en neon zijn geen conventionele verbindingen bekend.
In de aangeslagen toestand zijn kortlevende verbindingen, excimeren beschreven, bijvoorbeeld Xe2 en halogeniden zoals XeCl2, die toegepast worden in excimeer lasers.
Kortgeleden is voor xenon een groep verbindingen aangetoond van het type XeOxY2 waarin x = 1, 2 of 3 en Y een groot aantal elektronegatieve groepen omvat ( -CF3, -C(SO2CF3)3, -N(SO2F)2, -N(SO2CF3)2, -OTeF5, -O(IO2F2), enz).
Het aantal verbindingen van de ooit als niet reactief beschouwde edelgassen loopt inmiddels in de duizend (2009). Bindingen tussen van Xenon en zuurstof, stikstof, koolstof en zelfs goud zijn beschreven. Van Xenon is Perxenonzuur beschreven, verschillende halogeniden en complexe ionen. Er zijn veel overeenkomsten tussen de xenon-verbindingen en de verbindingen van het in het periodiek systeem naast xenon staande jood. In de verbinding Xe2Sb2F11 vormt de Xe–Xe-binding de langst bekende enkelvoudige binding (308,71 pm).

## Fullerenen

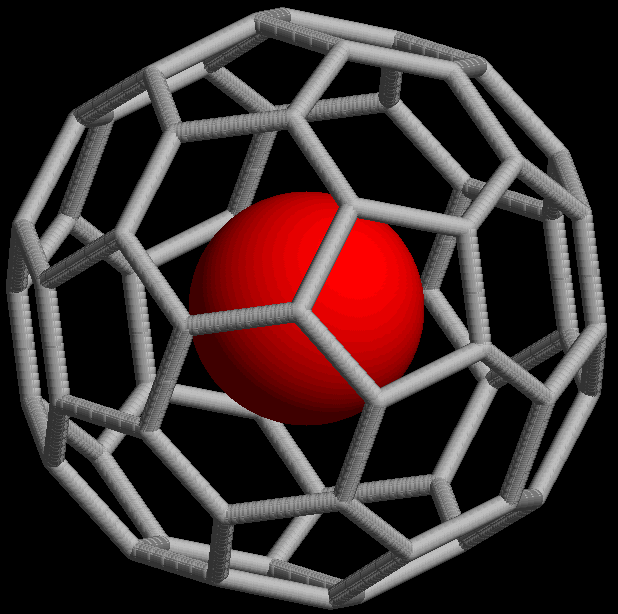

Edelgassen kunnen ook in de ruimte binnen een fullereen in een molecule passen. In 1993 werd vastgesteld dat wanneer buckminsterfullereen (C60) blootgesteld wordt aan een druk van ongeveer 3 bar helium of neon, de complexen He@C60 en Ne@C60 werden gevormd. Onder deze omstandigheden wordt slechts één op de ongeveer 650.000 C60 moleculen voorzien van een helium-atoom. Bij hogere drukken loopt die verhouding op naar ongeveer 0,1%. Op dezelfde wijze kunnen ook argon, krypton en xenon in de kooi van een fullereen gebracht worden. Een aantal reactieproducten van He@C60 is beschreven.

## Toepassingen
De meeste toepassingen van edelgasverbindingen gebruiken deze als oxidator of leggen de nadruk op de opslag van edelgassen in een geconcentreerde vorm. Xenonzuur is een waardevolle oxidator, omdat het geen andere stoffen (verontreinigingen) introduceert: het xenon verlaat als gas het reactiemengsel. Alleen ozon is in dit opzicht vergelijkbaar. De perxenaten zijn zelfs nog betere oxidatoren en xenonfluoriden vormen een groep van sterke fluoriderende reagentia.
Radioactieve isotopen van krypton en xenon zijn moeilijk op te slaan en vormen als afval een milieuprobleem, verbindingen van deze stoffen zijn eenvoudiger te hanteren dan de elementaire gassen.